# کارل کوتچیان
آرچیبالد کارلایل کوتچیان (انگلیسی: Archibald Carlisle Kotchian; زاده ۱۷ ژوئیهٔ ۱۹۱۴ – درگذشته ۱۴ دسامبر ۲۰۰۸) کارآفرین و سرمایه‌دار ارمنی‌تبار اهل ایالات متحده آمریکا و رئیس کمپانی لاکهید بود. او با پرداخت میلیون‌ها دلار رشوه به مقامات دولت‌های خارجی، باعث شد تا در تحولات سیاسی دهه ۱۹۷۰، به زندانی شدن نخست‌وزیر ژاپن و مقامات چندین کشور بینجامد.